# Julia Alfrida
Julia Alfrida Ridderdal, mer känd som Julia Alfrida, född 25 juni 1995 i Åkersberga, är en svensk artist och låtskrivare. År 2020 tävlade hon för P4 Stockholm i tävlingen P4 Nästa med låten "Dark Doom". Hon kom därefter sexa i tävlingen, och trots att hon inte vann så fick hon en plats i Melodifestivalen 2021, vilket gjorde att hon blev tävlingens första deltagare. Låten som hon framförde i tävlingen hette  "Rich" och var skriven av henne själv tillsammans med Jimmy Jansson och Melanie Wehbe.